# 쿠웨이트 주재 외국공관 목록

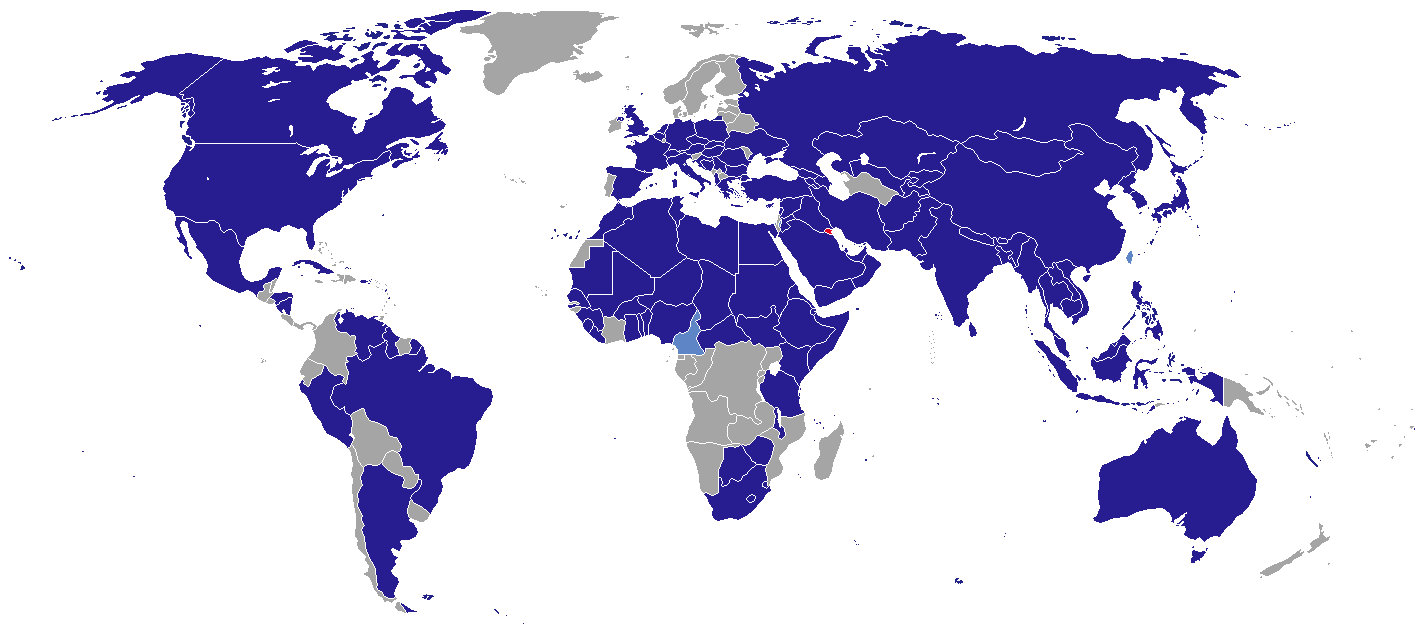
쿠웨이트에 설치된 외국공관들.

쿠웨이트 주재 외국공관 목록은 쿠웨이트에 주재하는 외국공관(대사관 및 영사관)과, 쿠웨이트와 외교관계는 수립했으나 쿠웨이트에 공관을 설치하지 않은 국가에 대해 다룬다. 수도 쿠웨이트에 94개국 주재 대사관이 있다.

## 대사관
| - 아프가니스탄 - 알바니아 - 알제리 - 아르헨티나 - 아르메니아 - 오스트레일리아 - 오스트리아 - 아제르바이잔 - 바레인 - 방글라데시 - 벨기에 - 부탄 - 보스니아 헤르체고비나 - 보츠와나 - 브라질 - 브루나이 - 불가리아 - 미얀마 - 캐나다 - 중국 - 쿠바 - 키프로스 - 체코 - 지부티 - 이집트 - 에리트레아 - 에티오피아 - 프랑스 - 조지아 - 독일 - 그리스 - 가이아나 | - 바티칸 시국 - 온두라스 - 헝가리 - 인도 - 인도네시아 - 이란 - 이라크 - 이탈리아 - 일본 - 자메이카 - 요르단 - 케냐 - 조선민주주의인민공화국 - 대한민국 - 키르기스스탄 - 레바논 - 리비아 - 말라위 - 말레이시아 - 모리타니 - 멕시코 - 몽골 - 모로코 - 네팔 - 네덜란드 - 니카라과 - 니제르 - 나이지리아 - 오만 - 파키스탄 - 팔레스타인 - 페루 | - 필리핀 - 폴란드 - 카타르 - 루마니아 - 러시아 - 사우디아라비아 - 세네갈 - 세르비아 - 슬로바키아 - 소말리아 - 남아프리카 공화국 - 스페인 - 스리랑카 - 수단 - 에스와티니 - 스위스 - 시리아 - 타지키스탄 - 탄자니아 - 태국 - 튀니지 - 튀르키예 - 우크라이나 - 아랍에미리트 - 영국 - 미국 - 우즈베키스탄 - 베네수엘라 - 베트남 - 예멘 - 짐바브웨 |

## 사무소 및 대표부
- 대만 (타이베이 경제 대표부)
- 북키프로스 (직할 대표부)

## 비상주공관
- 캄보디아 (싱가포르)
- 카메룬 (리야드)
- 콜롬비아 (아부다비)
- 크로아티아 (도하)
- 에스토니아 (탈린)
- 피지 (아부다비)
- 핀란드 (리야드)
- 과테말라 (런던)
- 아이슬란드 (런던)
- 아일랜드 (아부다비)
- 몰디브 (리야드)
- 뉴질랜드 (리야드)
- 파라과이 (베이루트)
- 싱가포르 (싱가포르)

## 같이 보기
- 쿠웨이트의 재외공관 목록
- 쿠웨이트의 대외 관계